# Денисюк Микола
Денисюк Микола (1913—1976) — редактор, видавець, громадський і церковний діяч.

## З біографії
Народився 23 грудня 1913 р. в с. Гвіздець Коломийського повіту (Галичина). У 1944 р. емігрував, перебував у Інсбруці (Австрія), потім — в Аргентині (1948—1956). Студіював право в Інсбруцькому університеті, бібліотечну технологію в Коледжі Райта (1973—1974) в Чикаго. Керував торговельним відділом українського видавництва у Кракові (1939—1941), був співвласником книжкового видавництва «Овид» у Львові, власником української книгарні в Інсбруку (1945—1948). У 1946 р. заснував «Видавництво М. Денисюка», вів видавничу діяльність у Буенос-Айресі. У 1949 р. заснував ілюстрований місячник «Овид».
Видавав книжки українських письменників: Б. Лепкого, Н. Королевої, У. Самчука, С. Парфанович та ін. Член Спілки українських журналістів Америки, брав участь у діяльності Українського літературного фонду ім. Франка. Помер 27 липня 1976 р. у Чикаго (США), похований у м. Торонто (Канада).